# NBA-Draft 2007
Der NBA-Draft 2007 wurde am 28. Juni 2007 im Madison Square Garden von New York City durchgeführt. In zwei Runden konnten sich die 30 NBA-Teams die Rechte an den 60 talentiertesten Basketball-Nachwuchsspielern sichern.
Die Reihenfolge beim Draft wird durch die Draftlotterie festgelegt, die am 22. Mai 2007 abgehalten wird. In der Lotterie sind nur die 14 Mannschaften vertreten, die in der Saison 2006/07 sich nicht für die Play-offs qualifizieren konnten. Die Position der restlichen 16 Teams richtet sich nach ihrem Abschneiden in der regulären Saison.
Alle Spieler, die sich zum Draft anmelden wollen, müssen unabhängig von ihrer Nationalität vor dem 31. Dezember 1988 geboren sein. US-Amerikaner müssen sich zudem mindestens ein Jahr nach ihrem High-School-Abschluss befinden.

## Modus
Die endgültige Draftreihenfolge für die Positionen 1 bis 14 wurde am 22. Mai 2007 durch die Draft-Lotterie bestimmt. Die 14 Teams, die sich nicht für die Playoffs qualifizieren konnten, nehmen an dieser gewichteten Lotterie teil und werden in umgekehrter Reihenfolge der Tabelle der Regulären Saison gesetzt. Dabei liegt das schlechteste Team der abgelaufenen Saison (Memphis Grizzlies) auf dem ersten Platz und hatte eine Chance von 25 % die Lotterie zu gewinnen und das beste der 14 nicht für die Playoffs qualifizierten Teams (Los Angeles Clippers) liegt auf dem 14. Platz und hatte eine Chance von 0,5 %. Sollte ein Team einen dieser 14 Draftpicks per Transfer erworben haben, gilt für die Setzliste in der Draftlotterie und die Draftreihenfolge weiterhin die Platzierung in der Regulären Saison des ursprünglichen Inhabers des jeweiligen Draftpick. Die drei Gewinner der Lotterie nehmen in der endgültigen Draftreihenfolge die ersten drei Plätze ein. Die restlichen elf Teams ordnen sich nach der Reihenfolge der Setzliste dahinter ein.
In Klammern stehen die Teams, die am Tage der Draft den jeweiligen Draftpick nach Transfergeschäften besessen haben.

## Runde 1
| #  | Spieler                 | Nationalität                    | NBA-Team | vorheriges Team/College           |
| -- | ----------------------- | ------------------------------- | --- | --------------------------------- |
| 1  | Greg Oden (C)           | Vereinigte Staaten              | Portland Trail Blazers | Ohio State                        |
| 2  | Kevin Durant (SF/SG)    | Vereinigte Staaten              | Seattle SuperSonics | Texas                             |
| 3  | Al Horford (PF/C)       | Dominikanische Republik         | Atlanta Hawks | Florida                           |
| 4  | Mike Conley, Jr. (PG)   | Vereinigte Staaten              | Memphis Grizzlies | Ohio State                        |
| 5  | Jeff Green (SF/PF)      | Vereinigte Staaten              | Boston Celtics (getradet zu Seattle) | Georgetown                        |
| 6  | Yi Jianlian (PF/C)      | Volksrepublik China             | Milwaukee Bucks | Guangdong Southern Tigers (China) |
| 7  | Corey Brewer (SG/SF)    | Vereinigte Staaten              | Minnesota Timberwolves | Florida                           |
| 8  | Brandan Wright (PF/C)   | Vereinigte Staaten              | Charlotte Bobcats (getradet zu Golden State) | North Carolina                    |
| 9  | Joakim Noah (C/PF)      | Vereinigte Staaten / Frankreich | Chicago Bulls (von New York als Teil des Eddy-Curry-Trades) | Florida                           |
| 10 | Spencer Hawes (C)       | Vereinigte Staaten              | Sacramento Kings | Washington                        |
| 11 | Acie Law IV (PG)        | Vereinigte Staaten              | Atlanta Hawks (von Indiana als Teil des Al-Harrington-Trades) | Texas A&M                         |
| 12 | Thaddeus Young (SF/PF)  | Vereinigte Staaten              | Philadelphia 76ers | Georgia Tech                      |
| 13 | Julian Wright (SF)      | Vereinigte Staaten              | New Orleans Hornets | Kansas                            |
| 14 | Al Thornton (SF/PF)     | Vereinigte Staaten              | Los Angeles Clippers | Florida State                     |
| 15 | Rodney Stuckey (PG/SG)  | Vereinigte Staaten              | Detroit Pistons (von Orlando als Teil des Darko-Miličić-Trades) | Eastern Washington                |
| 16 | Nick Young (SG/SF)      | Vereinigte Staaten              | Washington Wizards | Southern California               |
| 17 | Sean Williams (PF)      | Vereinigte Staaten              | New Jersey Nets | Boston College                    |
| 18 | Marco Belinelli (SG)    | Italien                         | Golden State Warriors | Fortitudo Bologna (Italien)       |
| 19 | Javaris Crittenton (PG) | Vereinigte Staaten              | Los Angeles Lakers | Georgia Tech                      |
| 20 | Jason Smith (PF/C)      | Vereinigte Staaten              | Miami Heat (getradet zu Philadelphia) | Colorado State                    |
| 21 | Daequan Cook (SG)       | Vereinigte Staaten              | Philadelphia 76ers (von Denver als Teil des Allen-Iverson-Trade, getradet zu Miami) | Ohio State                        |
| 22 | Jared Dudley (SF)       | Vereinigte Staaten              | Charlotte Bobcats (von Toronto als Teil des Lamond-Murray-Trade via Cleveland als Teil des Sasha-Pavlovic-Trade)                                                                                | Boston College                    |
| 23 | Wilson Chandler (SF)    | Vereinigte Staaten              | New York Knicks (von Chicago als Teil des Eddy-Curry-Trade) | DePaul                            |
| 24 | Rudy Fernández (SG)     | Spanien                         | Phoenix Suns (von Cleveland als Teil des Jiri-Welsch-Trade, via Boston als Teil des Brian-Grant-Trade, getradet zu Portland)                                                                    | Joventut Badalona (Spanien)       |
| 25 | Morris Almond (SG/SF)   | Vereinigte Staaten              | Utah Jazz | Rice                              |
| 26 | Aaron Brooks (PG)       | Vereinigte Staaten              | Houston Rockets | Oregon                            |
| 27 | Arron Afflalo (SG)      | Vereinigte Staaten              | Detroit Pistons | UCLA                              |
| 28 | Tiago Splitter (PF/C)   | Brasilien                       | San Antonio Spurs | TAU Cerámica (Spanien)            |
| 29 | Alando Tucker (SF)      | Vereinigte Staaten              | Phoenix Suns | Wisconsin                         |
| 30 | Petteri Koponen (PG)    | Finnland                        | Philadelphia 76ers (von Dallas als Teil des Erick-Dampier-Trades via Denver als Teil des Allen-Iverson-Trades, via Golden State als Teil des Nikoloz-Tskitishvili-Trades, getradet zu Portland) | Tapiolan Honka (Finnland)         |

## Runde 2
| #  | Spieler                  | Nationalität        | NBA-Team                                                        | vorheriges Team/College |
| -- | ------------------------ | ------------------- | --------------------------------------------------------------- | ----------------------- |
| 31 | Carl Landry (PF)         | Vereinigte Staaten  | Seattle SuperSonics (von Memphis, getradet zu Houston)          | Purdue                  |
| 32 | Gabe Pruitt (PG/SG)      | Vereinigte Staaten  | Boston Celtics                                                  | South Carolina          |
| 33 | Marcus Williams (SG)     | Vereinigte Staaten  | San Antonio Spurs (von Milwaukee)                               | Arizona                 |
| 34 | Nick Fazekas (PF/C)      | Vereinigte Staaten  | Dallas Mavericks (von Atlanta)                                  | Nevada                  |
| 35 | Glen Davis (PF)          | Vereinigte Staaten  | Seattle SuperSonics (getradet zu Boston)                        | LSU                     |
| 36 | Jermareo Davidson (PF/C) | Vereinigte Staaten  | Golden State Warriors (von Minnesota, getradet zu Charlotte)    | Alabama                 |
| 37 | Josh McRoberts (PF)      | Vereinigte Staaten  | Portland Trail Blazers                                          | Duke                    |
| 38 | Kyrylo Fesenko (C)       | Ukraine             | Philadelphia 76ers (von New York via Chicago, getradet zu Utah) | BK Tscherkasski Mawpy   |
| 39 | Stanko Barać (C)         | Kroatien            | Miami Heat (getradet zu Indiana)                                | HKK Široki Brijeg       |
| 40 | Sun Yue (PG)             | Volksrepublik China | Los Angeles Lakers (von Charlotte)                              | Beijing Olympians (ABA) |
| 41 | Chris Richard (PF)       | Vereinigte Staaten  | Minnesota Timberwolves (von Philadelphia)                       | Florida                 |
| 42 | Derrick Byars (SF)       | Vereinigte Staaten  | Portland Trail Blazers (getradet zu Philadelphia)               | Vanderbilt              |
| 43 | Adam Haluska (SG)        | Vereinigte Staaten  | New Orleans Hornets                                             | Iowa                    |
| 44 | Reyshawn Terry (SF)      | Vereinigte Staaten  | Orlando Magic (getradet Dallas)                                 | North Carolina          |
| 45 | Jared Jordan (PG)        | Vereinigte Staaten  | Los Angeles Clippers                                            | Marist                  |
| 46 | Stephane Lasme (PF)      | Gabun               | Golden State Warriors (von New Jersey)                          | Massachusetts           |
| 47 | Dominic McGuire (SF)     | Vereinigte Staaten  | Washington Wizards                                              | Fresno State            |
| 48 | Marc Gasol (C)           | Spanien             | Los Angeles Lakers                                              | Akasvayu Girona         |
| 49 | Aaron Gray (C)           | Vereinigte Staaten  | Chicago Bulls (von Golden State via Denver, Boston und Phoenix) | Pittsburgh              |
| 50 | Renaldas Seibutis (SG)   | Litauen             | Dallas Mavericks (von Miami via LA Lakers)                      | GS Marousi              |
| 51 | JamesOn Curry (SG)       | Vereinigte Staaten  | Chicago Bulls (von Denver)                                      | Oklahoma State          |
| 52 | Taurean Green (PG)       | Vereinigte Staaten  | Portland Trail Blazers (von Toronto)                            | Florida                 |
| 53 | Demetris Nichols (SF)    | Vereinigte Staaten  | Portland Trail Blazers (von Chicago, getradet zu New York)      | Syracuse                |
| 54 | Brad Newley (SG)         | Australien          | Houston Rockets (von Cleveland via Orlando)                     | [[:Adelaide 36ers]]     |
| 55 | Herbert Hill (PF/C)      | Vereinigte Staaten  | Utah Jazz (getradet zu Philadelphia)                            | Providence              |
| 56 | Ramon Sessions (PG)      | Vereinigte Staaten  | Milwaukee Bucks (von Houston)                                   | Nevada                  |
| 57 | Sammy Mejia (PG)         | Vereinigte Staaten  | Detroit Pistons                                                 | DePaul                  |
| 58 | Giorgos Printezis (SF)   | Griechenland        | San Antonio Spurs (getradet zu Toronto)                         | GS Olympia Larisa       |
| 59 | D.J. Strawberry (G)      | Vereinigte Staaten  | Phoenix Suns                                                    | Maryland                |
| 60 | Milovan Raković (C)      | Serbien             | Dallas Mavericks (getradet zu Orlando)                          | Mega Ishrana Belgrad    |

## Ungedraftete Spieler
- Engin Atsür ( Türkei), North Carolina State University
- Lee Humphrey ( Vereinigte Staaten), University of Florida
- Gary Neal ( Vereinigte Staaten), Towson University
- Marko Tomas ( Kroatien), Real Madrid (Spanien)
- DaShaun Wood ( Vereinigte Staaten), Wright State University
- Mirza Teletović  Bosnien und Herzegowina, Saski Baskonia (Spanien)